# Jan Yoors
Jan Yoors (Antwerpen, 12 april 1922 – New York, 24 november 1977) was een Vlaams-Amerikaans kunstenaar en pleitbezorger van de zaak der Roma.

## Levensloop
Jan was de zoon van glazenier Eugeen Yoors en journaliste Magda Peeters. Hij liep school aan de Heilige Familie in Berchem en het Sint-Lievenscollege in Antwerpen, waar hij echter zijn middelbare studies niet afwerkte. Hij raakte nauw bevriend met een familie Lowara, een stam van de Roma.
In 1943 werd hij door de Duitse bezetter gearresteerd bij een razzia op een zigeunerkamp. Hij bracht verscheidene maanden in de gevangenis door. Kort na zijn vrijlating vluchtte hij via Spanje naar het Verenigd Koninkrijk. In 1950 trok hij naar de Verenigde Staten en vestigde zich in New York als tapijtkunstenaar samen met zijn echtgenote Anna Bertha 'Annebert' van Wettum en hun vriendin Marianne Citroen. De schrijver Marnix Gijsen hielp bij de promotie van hun werk. Met Annebert van Wettum had hij twee kinderen en met Marianne Citroen een. In 1967 vervoegde een Japanse vrouw het gezin.
Vanaf 1956 leed Yoors aan diabetes, die hem in 1973-1974 beide benen kostte. Hij overleed aan de gevolgen van een hartaanval.

## Onderscheidingen
- Europaprijs voor literatuur, 1969
- Christoffel Plantinprijs, 1973